# Univention Corporate Server
Univention Corporate Server (UCS) es un sistema operativo de servidor derivado de Debian GNU/Linux con un sistema de gestión integrado para la administración central y en plataformas cruzadas de servidores, servicios, clientes, escritorios y usuarios así como ordenadores virtualizados con operación en UCS. A partir de UCS 4.0 las máquinas virtuales pueden ser administradas tanto en servidores locales como en plataformas Cloud basadas en Amazon EC2 o en OpenStack. Univention también soporta las funciones que proporciona Microsoft Active Directory en muchas empresas para la administración de ordenadores con el sistema Microsoft Windows por medio de la integración del software abierto Samba 4. A partir de la UCS 3.1, los componentes basados en UCS y los productos establecidos de terceros certificados por UCS se pueden instalar e integrar mediante el Univention App Center. A partir de UCS 4.0-2 es también posible de dejar correr contenedores de Docker en los sistemas de UCS. UCS 4.1 offrece también single sign-on y two-factor authentication.
Univention forma parte de la Open Source Business Alliance y apoya la creación de los paquetes de software abierto de Open Source Business Alliance.

## Historia
El impulso para el desarrollo de UCS, que comenzó en 2002, fue la falta de un sistema operativo de servidor estándar para Linux que ofreciera a empresas y organizaciones una alternativa al concepto de dominio de Microsoft con el servicio propietario de directorio Active Directory. Las soluciones de Linux comparables (p. ej. de SUSE y Red Hat) no ofrecían un sistema de gestión integrado y cruzado para los usuarios y los ordenadores, con el resultado de que las soluciones correspondientes tenían que configurarse y mantenerse de forma individual.
Al principio, las primeras fuerzas importantes que impulsaron el desarrollo de UCS fueron el Oldenburgische Landesbank y el departamento de Educación y Ciencia del Senado de Bremen, hasta que el producto estuvo listo para su lanzamiento en el mercado a finales de 2004. Desde entonces, además de las nuevas versiones, también se han lanzado diversas soluciones de software basadas en el producto principal, UCS.
UCS es empleado principalmente en los países de habla alemana por parte de empresas y organizaciones públicas de un gran número de sectores y campos, entre otras la autoridad del gobierno regional del estado federal de Brandeburgo. En 2005, Univention empezó a comercializar UCS también en otros países de lengua alemana. En la actualidad, UCS se emplea en numerosos países europeos y también fuera de Europa, por ejemplo en Australia, Nigeria y los EE. UU., donde Univention estableció una filial en 2013.

## Licencia y Ediciones
UCS es un software abierto; los desarrollos propietarios de Univention GmbH incluidos en UCS se publicaron en GNU GPL hasta la versión 2.3. Con el lanzamiento de la versión 2.4, la empresa cambió a GNU AGPL. También hay una serie de aplicaciones de software basadas en UCS (p. ej. en los campos de los programas informáticos compartidos, los escritorios y la gestión de servicios informáticos).
Con respecto a las ediciones distribuidas de UCS, hay la edición comercial de UCS con gastos de mantenimiento y la UCS Edición Core que viene sin costo tanto para empresas como para usuarios privados. Esta reemplazó la licencia "free for personal use" de UCS el 21 de abril de 2015, que era solo para uso privado.

## Estructura y componentes
Univention Corporate Server se basa en la distribución de Linux Debian GNU/Linux. Hay numerosas aplicaciones abiertas integradas en UCS, por ejemplo Samba, el servicio de autenticación Kerberos, el software de virtualización KVM, Nagios para la monitorización de servidores y servicios y la solución de copia de seguridad Bacula. El núcleo y el importante punto de venta único de UCS es la herramienta de administración central "Univention Management Console", que permite el sistema cruzado y la gestión en ubicaciones cruzadas de las infraestructuras informáticas. UCS emplea el servicio de directorio OpenLDAP para guardar los datos para la gestión de identidades y del sistema.
Las herramientas de administración se operan por medio de las aplicaciones web y las interfaces con líneas de comandos. Gracias al servicio de administración integrado UCS Virtual Machine Manager (UVMM), las herramientas de administración también permiten la administración central de servidores y clientes, discos duros e imágenes en CDROM y DVD virtualizados, así como de los sistemas físicos en los que se operan.
El fabricante garantiza posibilidades de integración de UCS en entornos informáticos existentes mediante el uso de estándares abiertos y conectores suministrados. En este sentido, el conector Active Directory Connection integrado permite la sincronización bidireccional del servicio de directorio Microsoft Active Directory y del servicio de directorio que emplea UCS, OpenLDAP. Además, UCS ofrece diversas interfaces para fabricantes de software de aplicaciones, permitiéndoles integrar sus aplicaciones en el sistema de gestión de UCS.
A partir de UCS 3.1, con el "Univention App Center", UCS incluye un componente de gestión gráfica propio para instalar y desinstalar componentes UCS y aplicaciones de terceros certificadas por UCS. El Univention App Center incluye, además de las soluciones Univention, por ejemplo, las soluciones abiertas de programas informáticos compartidos Kopano y Open-Xchange, la solución de copia de seguridad SEP sesam, el sistema de gestión de documentos agorum®core, la solución de gestión de clientes SugarCRM y la alternativa a Dropbox OwnCloud. Desde su versión inicial, el Univention App Center se está ampliando permanentemente con productos con certificación UCS.

## Ámbitos de aplicación de los productos del Univention App Center
Los productos y componentes de UCS disponibles en el Univention App Center sirven para un gran número de ámbitos de aplicación. Para los siguientes campos de aplicación, entre otros, las soluciones disponibles son:

### Copia de seguridad de los datos
Con SEP Sesam y Bareos, un "fork" de Bacula, el App Center incluye dos soluciones conocidas para las copias de seguridad, el almacenamiento de archivos y la recuperación de todos los sistemas operativos establecidos, soluciones de virtualización, aplicaciones, bases de datos y archivos.

### Correo electrónico y programas informáticos compartidos
Los servicios de correo de UCS asumen el papel de servidor de correo electrónico completo. Se basan en Postfix para enviar correos electrónicos por medio de SMTP y en Cyrus para proporcionar buzones de correo mediante IMAP y POP3. Cuenta con revisiones de virus mediante el escáner ClamAV y detección de spam mediante SpamAssassin integradas. Las carpetas compartidas IMAP y las listas de correo se pueden configurar en la Univention Management Console.
Asimismo, el Univention App Center ofrece la integración de las soluciones de programas informáticos compartidos establecidas Open-Xchange, Kopano, Kolab y Tine 2.0.
Para la protección antivirus y del servidor de correo, el Univention App Center incluye también la aplicación Kaspersky Security para servidores de correo Linux de la empresa Kaspersky Lab.

### Gestión de clientes
Con Univention Corporate Client (UCC), el App Center ofrece un sistema
operativo de gestión eficiente para PC, portátiles y clientes livianos en empresas e instituciones. El entorno de escritorio del software est basado en Ubuntu y se halla optimizado para el uso en los negocios. Ofrece procedimientos de gestión integrados para usuarios, clientes, escritorios y permisos, con lo que se evita la implantación de herramientas de gestión diferentes y no compatibles. UCC sirve de plataforma de acceso a soluciones de escritorio en remoto y a escritorios virtualizados, así como a aplicaciones basadas en servidores de terminales o navegadores.

### Gestión de impresoras
UCS ofrece un servidor de impresoras basado en el software CUPS (Common UNIX Printing System) con el que se pueden establecer entornos de impresoras complejos. Se suministran drivers PPD para la mayoría de modelos de impresoras.

### Inicio de sesión único y verificación de la autenticidad
La aplicación UCS RADIUS asegura el acceso a la red para el RADIUS protocolo. La aplicación integrada de UCS ofrece un proveedor de identidad para UCS basado en el protocolo Security Assertion Markup Language (SAML) y el marco de software SimpleSAMLphp. Con la ayuda del proveedor de identidad, una función de inicio de sesión único para servicios web y aplicaciones de terceros (p. ej. Google Apps, Salesforce.com etc.) se puede ejecutar mientras que la autenticación se realiza en el mismo proveedor de identidad. La gestión de usuarios se realiza por medio de UCS, que activa a los usuarios de forma individual para servicios web determinados.

### Monitorización
Con Icinga y Nagios, el App Center ofrece dos soluciones conocidas para la monitorización del sistema y la red. Además de los plugins Nagios por defecto, UCS ofrece plugins específicos Nagios, por ejemplo para la monitorización de réplicas de dominios.

### Red y gestión de Intranet
El servidor DHCP en el App Center es un servicio para la gestión de IP dinámica de las redes IPv4. Es de configuración flexible y puede administrar de forma fiable incluso redes grandes. Durante la configuración, tiene la posibilidad de decidir si las direcciones IP deben asignarse de forma dinámica o ser fijas. Especificando la dirección MAC, los sistemas pueden recibir la asignación de una dirección IP fija, y esto permite excluir sistemas de terceros.
El servidor proxy Squid recibe consultas sobre contenidos de Internet y verifica si estos contenidos ya están disponibles en la caché local. Los tiempos de respuesta para los usuarios y el volumen de transferencia mediante acceso a Internet se pueden reducir. Además, también permite el control y la administración del acceso a contenidos de Internet. Por ejemplo, se puede determinar qué usuarios o grupos de usuarios pueden acceder a qué sitios web y a cuáles no.

### Servicios compatibles con Active Directory
Con el componente Domain Controller, compatible con Active Directory y basado en Samba 4, UCS se puede emplear como controlador de dominios de Active Directory para sistemas Windows, incluyendo servicios de archivos, impresoras y redes.
Si los entornos Microsoft Windows y Linux se deben operar en paralelo, el componente UCS Active Directory Connection establece una ruta de migración transparente entre Active Directory y UCS y permite una sincronización automática entre ambos sistemas, incluyendo contraseñas encriptadas, definiciones de grupo y otros objetos del servicio de directorio.
Si el objetivo es que UCS sustituya por completo los controladores de dominios de Microsoft, lo que también incluye la desconexión paralela de todos los controladores de dominios Active Directory, el componente de UCS Active Directory Takeover permite la migración de objetos desde un controlador de dominios nativo de Active Directory a un controlador de dominios UCS Samba/AD.

### Virtualización
Con UCS Virtual Machine Manager (UVMM), el App Center incluye un componente estándar en el sistema de administración UCS que gestiona las infraestructuras informáticas virtualizadas para diferentes tecnologías de virtualización como KVM. A partir de UCS 4.0 las máquinas virtuales pueden ser administradas tanto en servidores locales como en plataformas Cloud basadas en Amazon EC2 o en OpenStack.
Con la aplicación de servidores de virtualización KVM, el App Center ofrece un hipervisor para virtualizar sistemas que empleen KVM. Se pueden gestionar múltiples nodos KVM en el entorno con UCS Virtual Machine Manager.